# Albert Huber (Diplomat)
Albert Huber (* 28. Juli 1897; † 1. Januar 1959 in Bern) war ein Schweizer Diplomat und von 1951 bis 1958 Gesandter beziehungsweise Botschafter der Schweizerischen Eidgenossenschaft in der Bundesrepublik Deutschland.

## Leben
Albert Huber war der Sohn des gleichnamigen Zahnarztes und dessen Frau Juliane geborene Kusolitsch. Er kam in Ungarn zur Welt und war heimatberechtigt in Däniken. Huber studierte Rechtswissenschaften in Genf und Bern und erwarb das bernische Fürsprechpatent.
Auf Anfrage Felix Calonders nahm der junge Advokat an dessen Mission in Oberschlesien teil und war von 1924 bis 1937 Generalsekretär des Präsidenten der gemischten deutsch-polnischen Kommission in Kattowitz. Das Gremium war im Gefolge der Abtretung von Ostoberschlesien an Polen ins Leben gerufen worden und hatte die Milderung der zwischenstaatlichen Probleme und den Schutz der jeweiligen Minderheiten zur Aufgabe. Anschliessend trat Huber in das Eidgenössische Politische Departement in Bern ein, wo er bis 1939 als stellvertretender Chef der Sektion für Völkerbundsfragen amtierte und zum Konsul ernannt wurde.
Im November 1940 erhielt er den Auftrag, die Vertretung der Schweiz in Prag zu leiten. Diese Aufgabe erfüllte er – nunmehr im Range eines Generalkonsuls – bis zum 17. September 1945. Das Generalkonsulat in Prag spielte in diesen Jahren eine zentrale Rolle, was Diplomatie und humanitäre Angelegenheiten betraf. Denn die Berliner Gesandtschaft der Schweiz hatte diese Stelle nach der Errichtung des «Protektorats Böhmen und Mähren» 1939 zusätzlich mit der Wahrung ausländischer Interessen betraut. In enger Zusammenarbeit mit der Berliner Gesandtschaft versuchte Albert Huber in Wahrung von Schutzmachtinteressen ausländischen Staatsbürger durch Ausgabe von Schutzpässen und Eigentumsbescheinigungen abzusichern und vor allem auch den bedrängten Juden zu helfen. Er und seine Mitarbeiter im Generalkonsulat sahen sich dabei jedoch einer massiven Behinderung durch die deutsche Besatzung ausgesetzt, und die verstärkten Zwangsmassnahmen ab 1943 reduzierten Hubers Einflussmöglichkeiten nochmals erheblich. Allerdings gelangten über das Prager Generalkonsulat wesentliche Informationen über das Ausmaß des Holocausts in die westlichen Hauptstädte. Auch bei verdeckten Aktionen, koordiniert über einen Vertreter der tschechoslowakischen Exilregierung in Genf und den dortigen Sekretär des Jüdischen Weltkongresses, Gerhart M. Riegner, spielte er eine wichtige Rolle.
Im Herbst 1945 kehrte Albert Huber nach Bern zurück, wurde am 1. Januar 1946 zum Legationsrat ernannt und stellvertretender Leiter der Politischen Abteilung im Eidgenössischen Politischen Departement, zu dessen Spitzenkräften er nun gehörte.

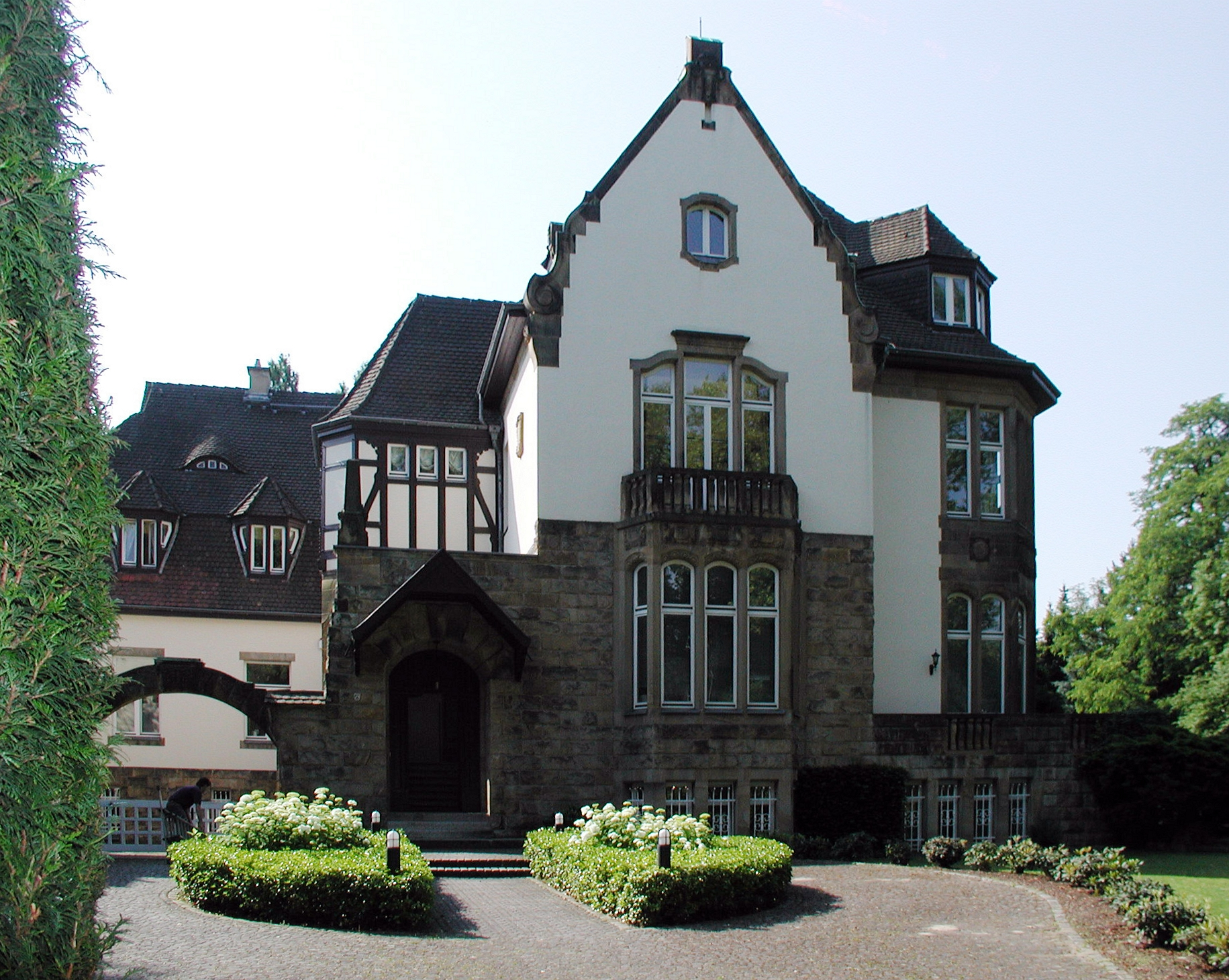
Ehemaliges Gebäude der Schweizer Botschaft im Kölner Stadtteil Bayenthal im Jahr 2008.

Doch das EPD entsandte Huber erneut nach Deutschland, wo er ab Mai 1948 in Frankfurt am Main die Schweiz in der Bizone vertrat. Nach der Errichtung der diplomatischen Mission der Schweiz im Herbst 1949 in Bonn wurde er am 15. Dezember 1949 im Rang eines Ministers – so der eidgenössische Sprachgebrauch für diesen Gesandtenposten – bei der Alliierten Hohen Kommission akkreditiert. Mit der Aufnahme diplomatischer Beziehungen zwischen der Schweiz und der Bundesrepublik Deutschland im März 1951 ernannte ihn der Bundesrat dann zum Gesandten und Bevollmächtigten Minister sowie 1957 im Zuge einer weltweiten Reorganisation des gesamten schweizerischen auswärtigen Diensts zum Botschafter. Ihren Sitz hatte die schweizerische Gesandtschaft seit Mai 1951 in einer repräsentativen Villa im Kölner Stadtteil Bayenthal.
Bonn war in diesen Jahren einer der wichtigsten diplomatischen Posten Berns. Dank seiner umfassenden Kenntnisse des politischen Deutschlands sowie seines zurückhaltenden Auftretens erwarb sich Albert Huber dort rasch allseitige Wertschätzung. Er hatte gute Verbindungen zu den politischen Akteuren und erwies sich stets als ausgezeichnet informiert. Dies hing einerseits wohl mit der positiven Haltung vieler seiner Gesprächspartner gegenüber der neutralen Schweiz zusammen. Anderseits konnten diese bei Huber auch sicher sein, dass er Interna nur an seine Zentrale nach Bern weitergab. Besonders eng waren seine Beziehungen naturgemäss zu den führenden Beamten des Auswärtigen Amtes sowie zu denen des Bundeswirtschaftsministeriums. Die Staatssekretäre Karl Carstens, Walter Hallstein und Rolf Lahr sowie Hans Globke – der dem Diplomaten sehr gewogen war – zählten ebenso zu den wichtigen Gesprächspartnern Hubers wie Aussenminister Heinrich von Brentano, Bundeswirtschaftsminister Ludwig Erhard und Bundestagspräsident Eugen Gerstenmaier.
Ausserdem waren Albert Huber und seine aus dem Sudetenland stammende Gattin Renée, geschiedene Husty, auch in das gesellschaftliche Leben in Köln und Bonn eingebunden. Eine besondere Beziehung des Ehepaars bestand dabei zu Bundeskanzler Konrad Adenauer. Adenauer und Huber schätzten sich und verkehrten auch privat miteinander. Seiner Wertschätzung der Person und Politik des Bundeskanzlers hat Huber mehrfach Ausdruck verliehen. Seine Witwe stand auch später noch mit Adenauer in Kontakt.
Albert Huber starb nach längerer Krankheit. Der Bundesrat ernannte daraufhin Alfred Escher zu seinem Nachfolger als Botschafter in Bonn.